# Metamyiophasia nigricauda
Metamyiophasia nigricauda är en tvåvingeart som beskrevs av Blanchard 1966. Metamyiophasia nigricauda ingår i släktet Metamyiophasia och familjen parasitflugor. Inga underarter finns listade i Catalogue of Life.